# Anneke van der Feer

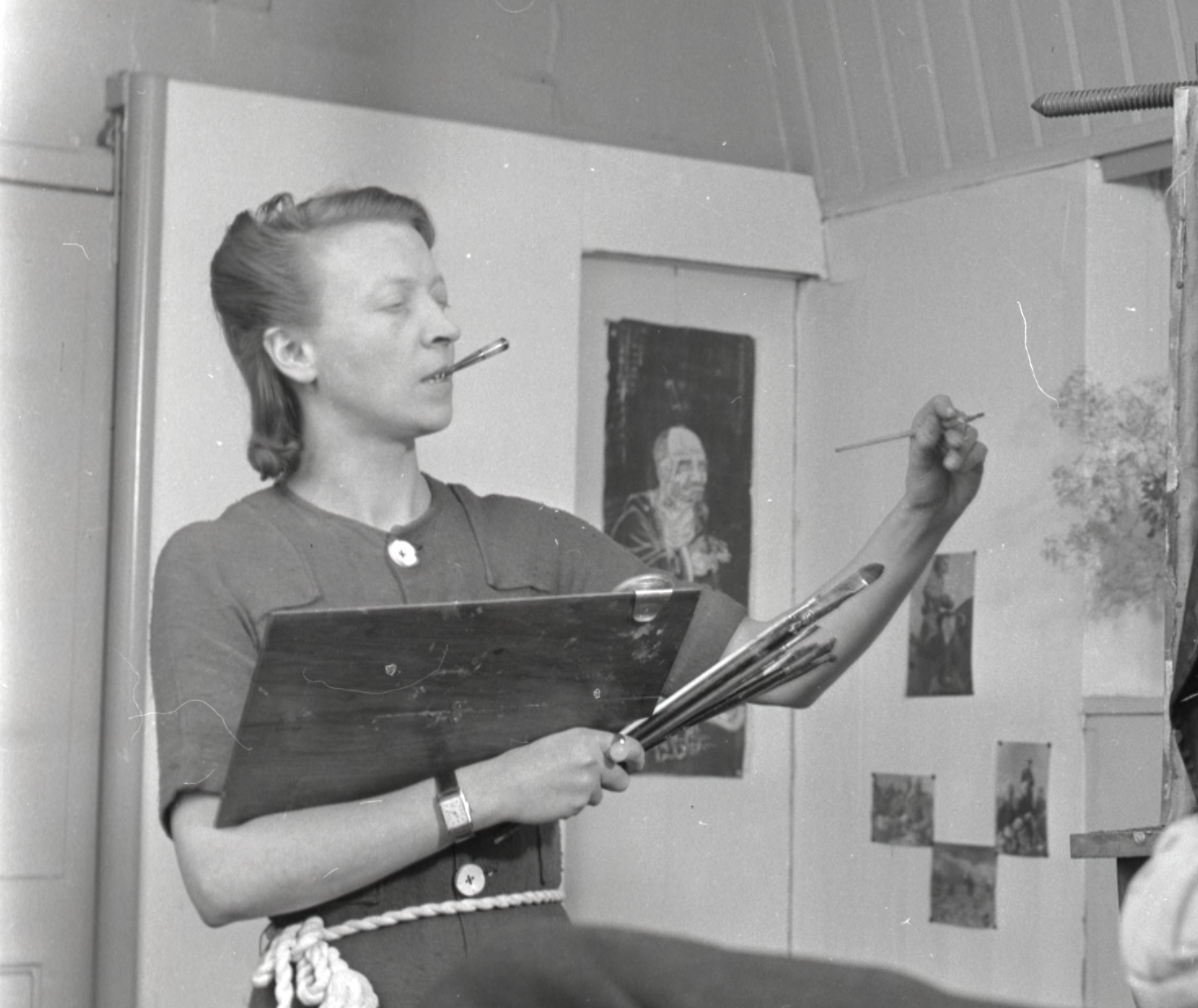

Anneke van der Feer (* 25. Dezember 1902 in Sneek; † 21. Januar 1956 in Amsterdam) war eine niederländische bildende Künstlerin.

## Leben
Anneke van der Feer wurde in der niederländischen Provinz Friesland geboren und zog 1925 nach Amsterdam, um Künstlerin zu werden, statt wie von ihren Eltern gewünscht, die Haushaltsschule zu besuchen. Dort fand sie Wohn- und Arbeitsräume im Dachgeschoss der Warmoesstraat 10. Bei Harmen Meurs nahm sie Unterricht in Malerei und wurde schnell Teil einer Gruppe von politisch aktiven Künstlern. Als Mitglied der Künstlervereinigung De Onafhankelijken half sie bei der Organisation der zweijährlichen Ausstellungen im Stedelijk Museum, für die sie eigene Arbeiten einreichte. In Amsterdam verkaufte sie regelmäßig Gemälde, Zeichnungen und Grafiken. Ende der 1920er Jahre war sie in Kontakt mit Malern, Filmemachern und Fotografen, darunter Charley Toorop, Mark Kolthoff, Chris Beekman, Nola Hatterman, Ger Gerrits und der Dokumentarfilmer Joris Ivens (1898–1989), der zu dieser Zeit noch das Fotogeschäft seines Vaters in der Kalverstraat führte. Sie begann eine langjährige Beziehung mit ihm. Zusammen schlossen sie sich der kommunistischen Bewegung an, verbrachten aber auch Zeit am Strand, am Deich und übernachteten im Hotel De Valk in Westkapelle. 1934/35 zog Anneke van der Feer mit Ivens nach Moskau und wurde Mitglied der Künstlergewerkschaft in Moskau. Sie dokumentierte die tägliche Arbeit der Menschen, unter anderem in einer Fabrik. Nach anderthalb Jahren reiste Ivens in die USA ab, während sie noch bis 1938 in Moskau blieb und dann Malerei an der Académie Libre Paris studierte. Im Anschluss lebte sie wieder in Amsterdam, war in verschiedenen Kulturvereinigungen in Amsterdam aktiv und stand der Communistische Partij van Nederland nahe. Mit Übersetzungs- und künstlerischen Arbeiten finanzierte sie ihren Lebensunterhalt. Anneke van der Feer war eine erbitterte Gegnerin des Nationalsozialismus. Sie legte großen Wert auf die Unabhängigkeit der Frauen und setzte sich für die Gleichberechtigung und Emanzipation der Frauen ein. Den Beitritt zur „Nederlandsche Kultuurkamer“ verweigerte sie und durfte darum nicht mehr ausstellen. Die Kultuurkamer war eine nach der Besetzung der Niederlande durch die deutsche Wehrmacht von den deutschen Besatzern während des Zweiten Weltkriegs eingerichtete Kontroll- und Zensurinstitution.
Nach dem Zweiten Weltkrieg war Anneke van der Feer im Mai 1945 Mitbegründerin des Berufsverbands Bildender Künstler BBK, dessen erste Schatzmeisterin sie wurde. Sie fertigte Illustrationen für Zeitschriften, schuf Auftragsarbeiten und freie Werke. Sie verbrachte ab 1950 den Sommer und Herbst im Künstlerdorf Veere in der gleichnamigen Gemeinde der Provinz Zeeland, wo bereits eine lebhafte Künstlergemeinschaft aktiv war. Sie wurde schon bald zu den Veerse Joffers gezählt, zu denen unter anderem auch Claire Bonebakker und Sárika Góth gehörten. Zusammen mit ihrem Freund, dem Bildhauer und Maler Herman Schutte, lebte sie in einem kleinen Haus in der Kraanstraat nahe dem Kai des Fischereihafens. Er beschäftigte sich mit der Restaurierung der Statuen des Rathauses von Veere und weiterer Denkmäler, die im Krieg schwer beschädigt worden waren. Das Paar hatte wenig Geld, und Anneke van der Feer zeichnete gut verkäufliche Motive, Ansichten von Veere, Blumenstillleben und Porträts der anderen Künstler sowie die Fischer, Hafenarbeiter und ihre Nachbarn. Sie blieb auch im Amsterdamer Kulturleben aktiv und stellte unter anderem im Museum Fodor aus. Anneke van der Feer war chronisch herzkrank. Ende 1955 erkrankte sie schwer und wurde Anfang 1956 in das Binnengasthuis in Amsterdam eingeliefert, wo sie am 21. Januar 1956 an Herzversagen starb. Der Maler Chris Beekman schrieb einen Nachruf in der Tageszeitung De Waarheid.

## Werk
Anneke van der Feer war Illustratorin, Druckgrafikerin, Radiererin und Malerin. Wie ihr Lehrer Harmen Meurs malte Anneke van der Feer realitätsnah im sozialrealistischen Stil der Neuen Sachlichkeit. Zu ihren Motiven gehörten Landschaften, Hafen- und Stadtansichten, Porträts und Figuren. Neben Ölgemälden und Radierungen fertigte sie Serien von Kohlezeichnungen und Grafiken, vorwiegend Holz- und Linolschnitte. Ihre Lithografie für Ivens‘ Film „Philips Radio“ aus dem Jahr 1931 wurde vom Filmmagazin Skrien zum besten niederländischen Filmplakat aller Zeiten gewählt. Darüber hinaus zeichnete sie Porträts indonesischer Oppositioneller, die unter anderem in der Zeitschrift Repoeblik Indonesia abgedruckt wurden, machte Illustrationen für den Nederlandse Vrouwenbond und in Voorwaarts wurden ihre Zeichnungen mit Berichten unter anderem über Torfstecher in Drenthe und Hafenarbeiter in IJmuiden abgedruckt. Zu diesen Bildern von Menschen mit einer weniger sichtbaren Stellung in der Gesellschaft gehören auch die Tagelöhner in Amsterdam, Wäscherinnen in Frankreich und Fabrikarbeiter in Moskau. Die Landschaft Zeelands, die Umgebung von Veere und die Zeeländer waren die Hauptmotive ihrer letzten Zeichnungen und Aquarelle.
Anneke van der Feer war ab 1925 Mitglied der Künstlervereinigung De Onafhankelijken in Amsterdam, der sich von den vorherrschenden Kunst- und Kulturauffassungen abwandte und durch juryfreie Ausstellungen künstlerische Freiheit anstrebte. Zudem war sie Mitglied der Vereeniging voor Volkscultuur ab 1928, der Künstlergewerkschaft in Moskau um 1938 und der BBK in den Niederlanden.
Nach dem Tod von Anneke van der Feer lagerten ihre Arbeiten zunächst bei Herman Schutte und gelangten nach dessen Tod in den Besitz ihrer Verwandten. Werke von Anneke van der Feer finden sich in den Sammlungen des Rijksmuseum Amsterdam, des Stedelijk Museums in Amsterdam, des Frans Hals Museums in Haarlem, des Gemeentemuseums Helmond und des Zeeuws Museums in Middelburg, außerdem im Besitz der Gemeinde Amsterdam, die zwischen 1929 und 1950 fünf Werke von ihr gekauft hatte und 2021 zwei weitere.

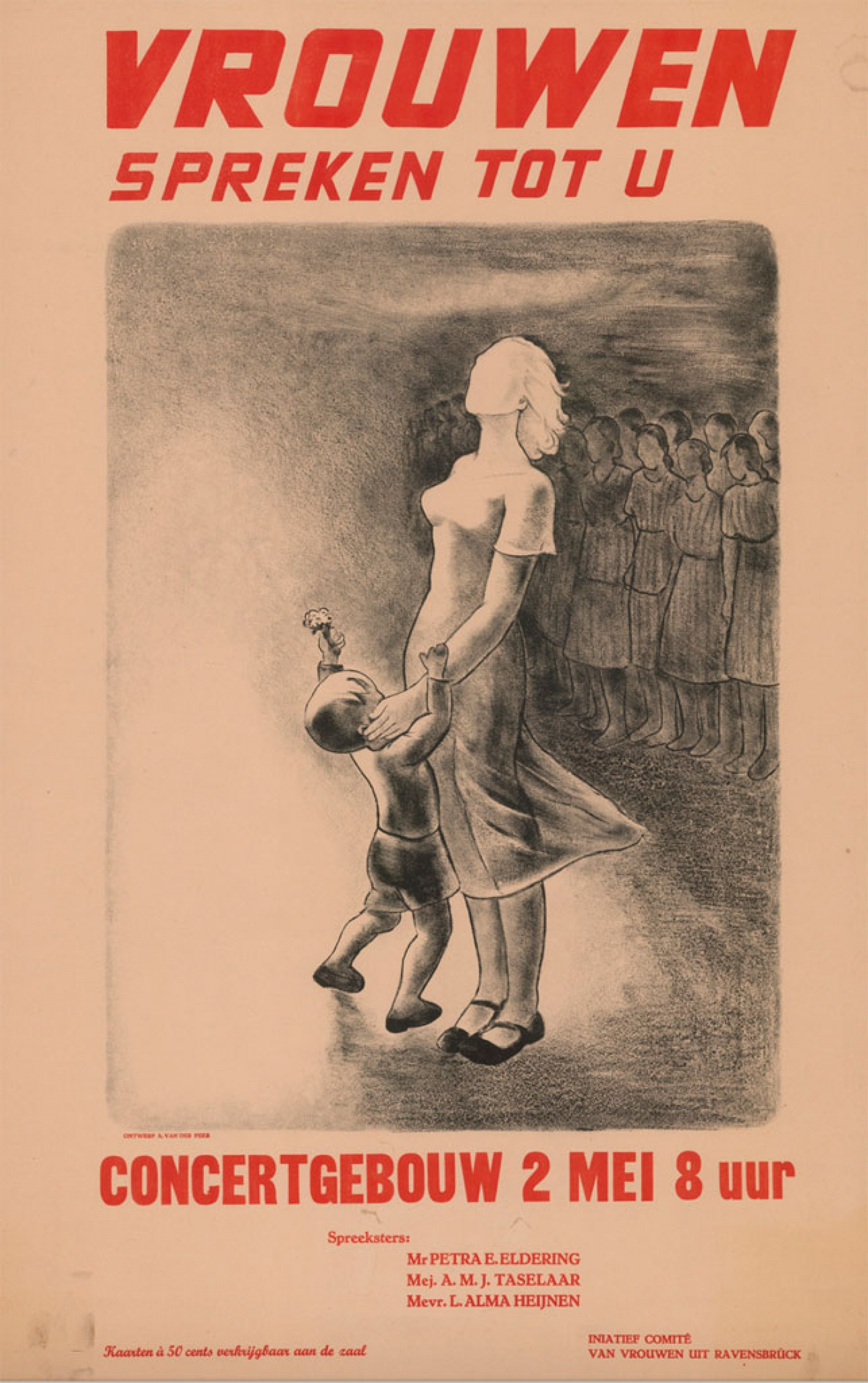
Veranstaltungsplakat zu Vrouwen spreken tot u, 1946
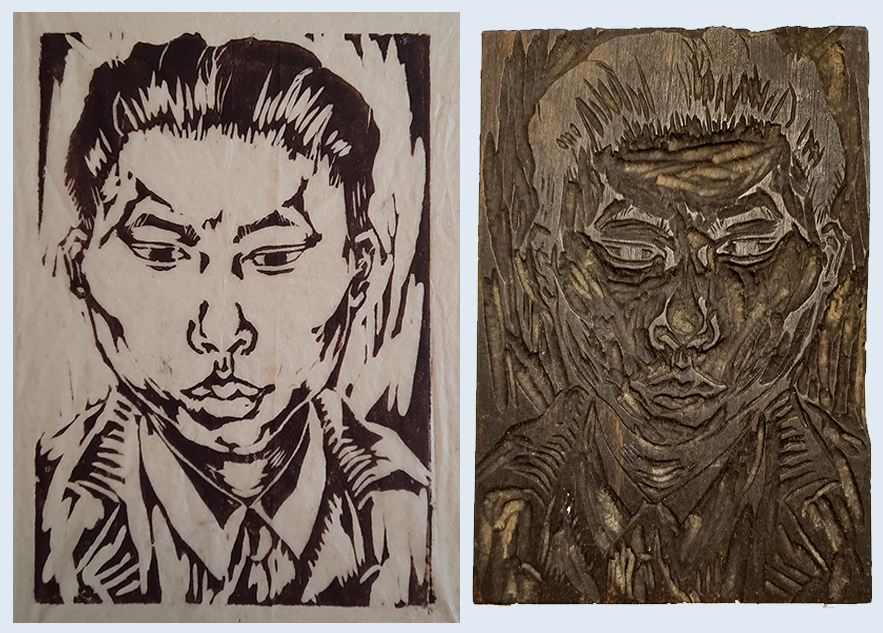
Porträt von Cheng Fai, Holzschnitt und Holzdruckstock
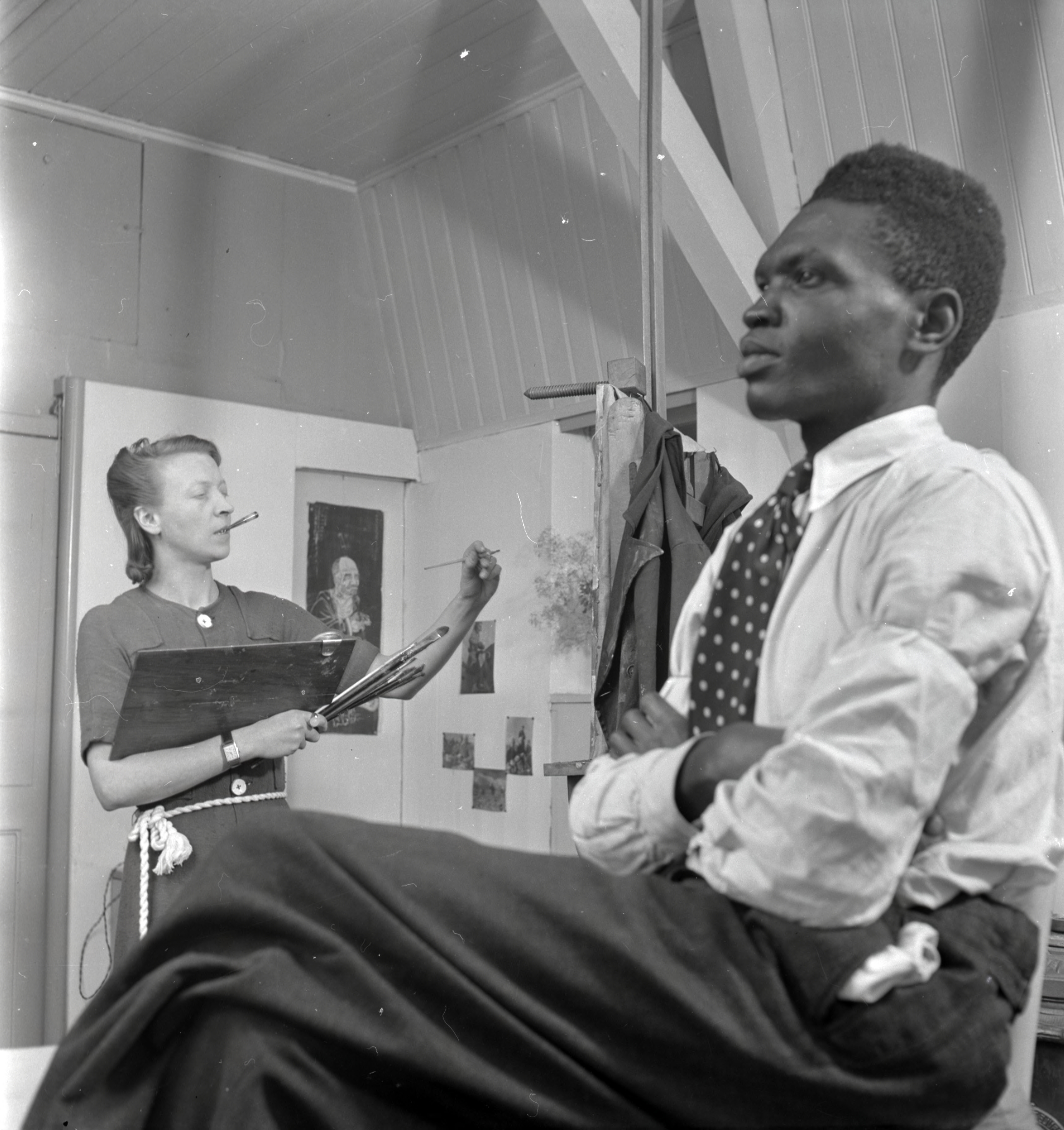
Anneke van der Feer porträtiert David Cornelis, 1940

## Ausstellungen (Auswahl)
Anneke van der Feer stellte ab 1926 regelmäßig mit De Onafhankelijken im Stedelijk Museum Amsterdam und mit dem Zeeuwse Kunstenaarskring aus.

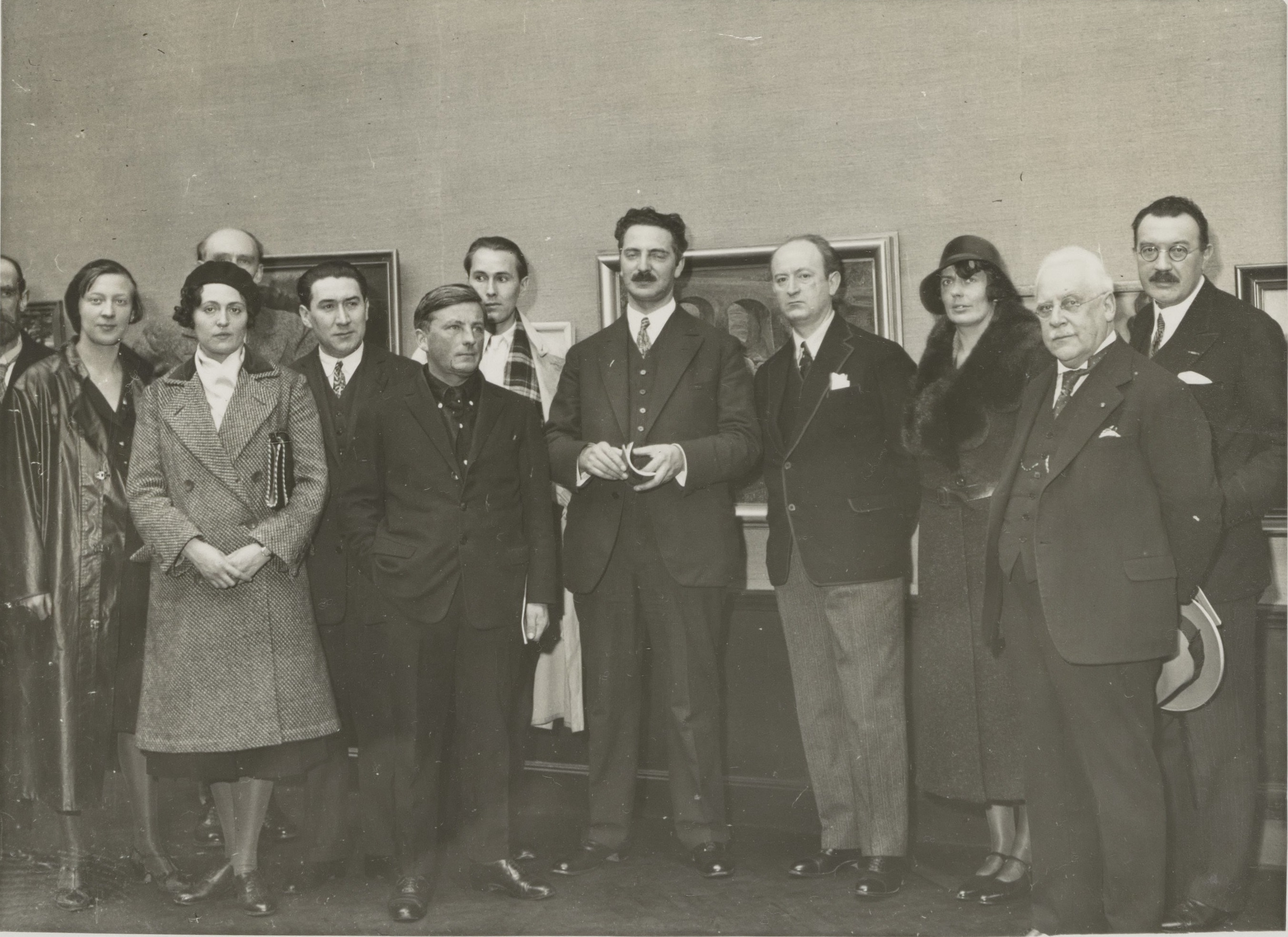
Anneke van der Feer (links außen) bei einer Ausstellungseröffnung mit De Onafhankelijken, 1931

- 1926, 1927, 1928: De Onafhankelijken, Stedelijk Museum, Amsterdam
- 1928: Sint Lucas, Stedelijk Museum, Amsterdam
- 1929: Erich Wichman en tijdgenooten, Stedelijk Museum, Amsterdam
- 1929: Kunstenaarsvereniging Sint Lucas, Stedelijk Museum, Amsterdam
- 1929: De Onafhankelijken, Stedelijk Museum, Amsterdam
- 1930: De Onafhankelijken: met invité's, Fransche en Belgische surrealisten, Stedelijk Museum, Amsterdam
- 1930: Kunstenaarsvereniging Sint Lucas, Stedelijk Museum, Amsterdam
- 1931: De Onafhankelijken, Stedelijk Museum, Amsterdam
- 1932: Tentoonstelling van Nederlandsche Levende Kunstenaars, Stedelijk Museum, Amsterdam
- 1941: De Onafhankelijken exposeren werk van leden, Stedelijk Museum, Amsterdam
- 1945: Kunst in het harnas, Stedelijk Museum, Amsterdam
- 1945: Kunst in Vrijheid, Rijksmuseum Amsterdam[3]
- 1948: Amsterdamse schilders van nu, Stedelijk Museum, Amsterdam
- 1949: Honneur aux dames: werken van schilderessen, Museum Fodor, Amsterdam
- 1952: kunstenaars zien de haven van Amsterdam, Museum Fodor, Amsterdam
- 1999: Passages: Joris Ivens en de kunst van deze eeuw, Nijmeegs Museum de Commanderie van Sint-Jan, Nimwegen[9]
- 2009: Domburgse Dames en Veerse Joffers. Marie Tak van Poortvliet Museum, Domburg die Ausstellung[11]
- 2009: Ausstellung über die Veerse Joffers. Museum Schotse Huis[4]
- 2024/2025: Radikal! Künstlerinnen* und Moderne 1910–1950. Museum Arnhem, Saarlandmuseum, Österreichische Galerie Belvedere